# NGC 3290
NGC 3290 је спирална галаксија у сазвежђу Хидра која се налази на NGC листи објеката дубоког неба.
Деклинација објекта је - 17° 16' 36" а ректасцензија 10h 35m 17,5s. Привидна величина (магнитуда) објекта NGC 3290 износи 13,5 а фотографска магнитуда 14,3. NGC 3290 је још познат и под ознакама MCG -3-27-20, ARP 53, PGC 31347, IRAS 10328-1701, PGC 31346.